# Staro Selo (gmina Velika Plana)
Staro Selo (cyr. Старо Село) – wieś w Serbii, w okręgu podunajskim, w gminie Velika Plana. W 2011 roku liczyła 2733 mieszkańców.